# Evaporit
Evaporit je obecné označení skupiny sedimentárních hornin vzniklých odpařením vody z roztoků, v převážné míře z mořských vod nebo slaných jezer. Některé definice dodávají, že evapority precipitují nejen v povrchových podmínkách, ale i těsně pod povrchem ze solanek, hlavně díky sluneční evaporaci. Minerálů, tvořících evaporitové horniny je asi 70, ale většina z nich netvoří významnější akumulace.
Při odpařování se nejdříve srážejí nejméně rozpustné minerály a nakonec ty nejrozpustnější. Mezi typické příklady sledu vylučování minerálů patří dolomit, sádrovec nebo anhydrit, halit (sůl kamenná) a draselné a hořečnaté soli. Nejvýše uložené jsou nejrozpustnější soli.
Termín zavedl C. Berkey v roce 1922.

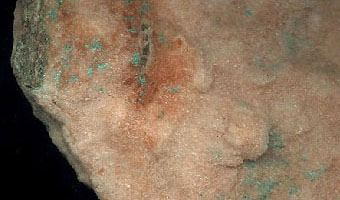
Sádrovec svrchněpermského stáří, Novoveská Huta, Slovenské rudohoří

## Složení

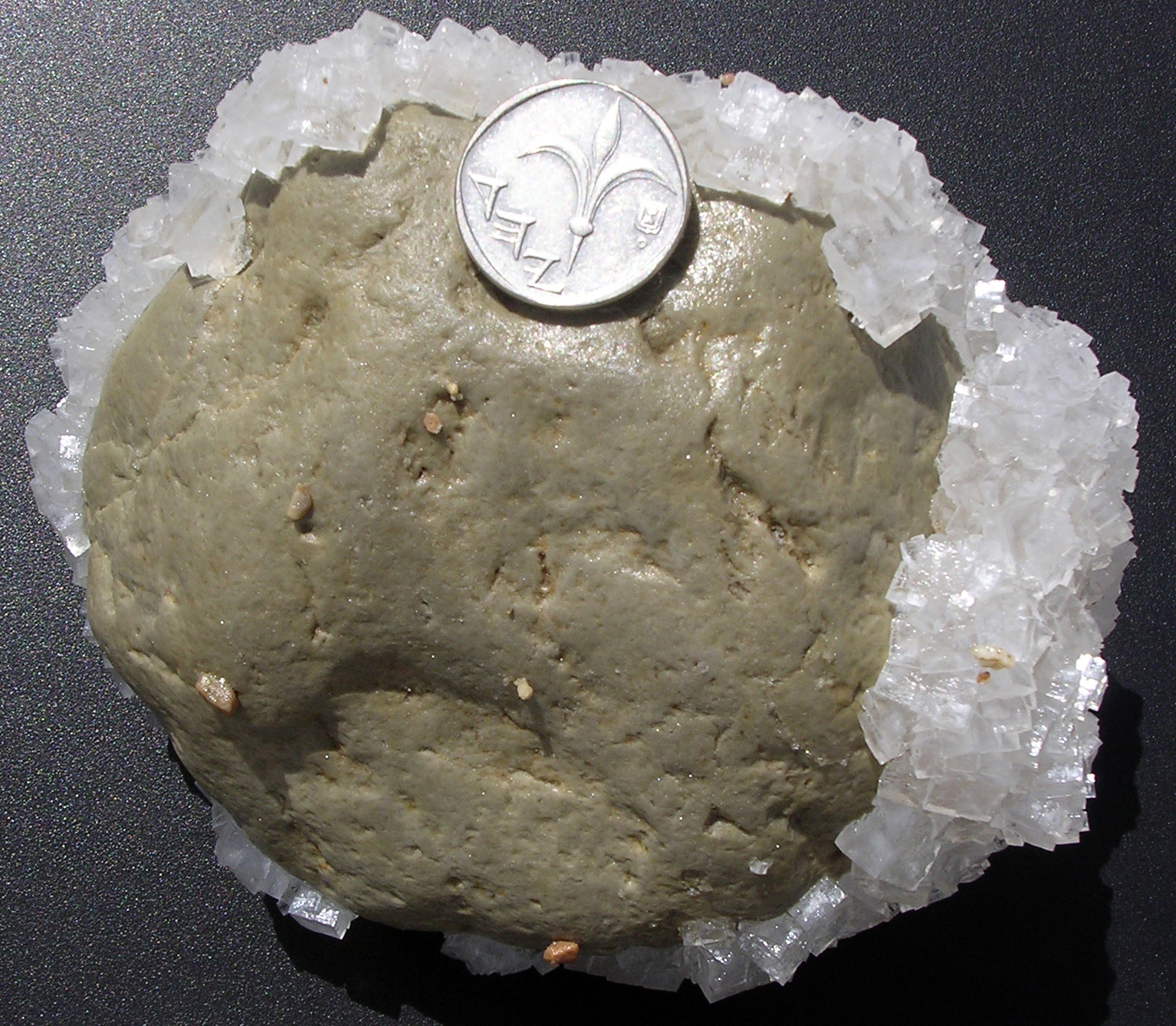
Oblázek s povlakem soli, která se na něm vysrážela v Mrtvém moři

Chemické a minerální složení evaporitů je závislé na chemickém složení vodných roztoků, z nichž kondenzují. V mořské vodě jsou nejčastěji anionty chloridy a sírany, ve sladké vodě převládají spíše uhličitany a sírany. Z ostatních aniontů mají větší význam boritany. Jako kationty jsou nejčastěji přítomny sodné, draselné, vápenaté a hořečnaté. Uvedené složky vytvářejí přibližně 70 minerálů (halit, sádrovec, anhydrit, sylvín, carnallit, kieserit, kainit, kalcit, magnezit, dolomit, epsomit, mirabilit, blödit, borax, kernit, colemanit, atd…).
Posloupnost krystalizace je následující (není však pevná, závisí na chemickém složení roztoků):
1. Uhličitany (vápenaté, alkalické)
2. Sírany, boritany
3. Halogenidy
4. Dusičnany a jodičnany

## Vznik
Evapority jsou výsledkem vypařování solanek. Běžná mořská voda má salinitu okolo 35 ‰, tedy v jednom litru (kg) vody se nachází kolem 3,5 g minerálních látek. Tvorba sraženin minerálů je výrazně závislá na jejich koncentraci, teplotě ale i celkového složení roztoku, protože některé ionty mohou sloužit jako katalyzátory – podporují tvorbu sraženin jiných.
Mechanismus vzniku evaporitických minerálů je následující: jako první obvykle vypadávají z roztoku karbonáty (vápence a dolomity), které jsou zároveň nejméně rozpustné. Když postupně vypařování sníží objem vody na 19 % původního stavu, začíná se kondenzovat i sádrovec a anhydrit. Při tom se spotřebuje podstatná část Ca a SO42−. Poté, co solanka sníží svůj objem na 9,5 % původního stavu, začíná se kondenzovat halit. Nakonec, poté co zůstanou poslední 4 % původního roztoku, dochází k ukládání hořečnatých (carnallit, kieserit, kainit) a draselných minerálů (sylvín). Posledním v řadě je obvykle bischoffit.

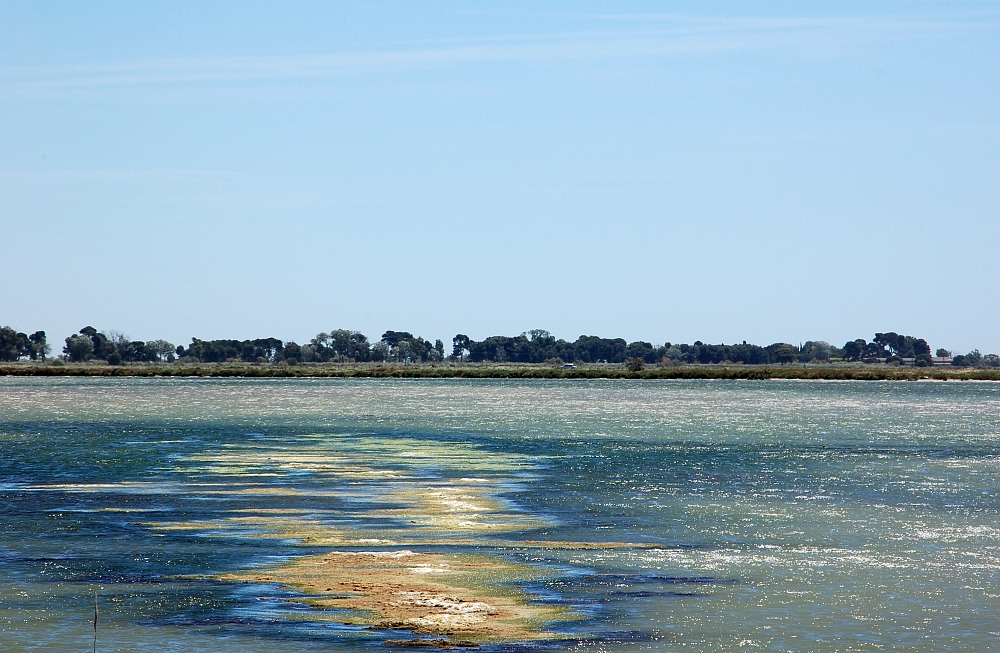
Evapority v nádrži k výrobě soli, Aigues-Mortes, Francie

Běžně pak lze pozorovat sedimentární sledy s celou suitou těchto minerálů v oddělených vrstvách, které reprezentují jednotlivá stadia tvořící sraženiny, přičemž stádia mohou být i rytmická. Protože jako poslední sedimentují soli, které jsou nejsnáze rozpustné, tyto ve většině případů nebývají vždy zachovány.
Způsob vzniku rozsáhlých vysychajících pánví byl v minulosti obvykle vysvětlován tzv. hrázovou teorií, tedy tak, že vznikly když hráz oddělila od moře záliv nebo lagunu. Tímto způsobem však nelze objasnit výskyt karbonátů například v hlubokých částech Středozemního moře, či jiných hlubinných pánví. Proto byl zaveden model vzniku tzv. evaporitových mořských pánví, které jsou občasně zásobovány mořskou vodou, která později vysychá.
Evapority mohou vznikat i ve slaných jezerech – vnitrozemských sebchách a jezerech typu playa.
Metamorfózou evaporitů vznikají skapolit-plagioklasové ruly.

## Textura
Základní a nejběžnější texturní znak evaporitů je laminace. Typické je střídání tenkých vrstev (do 2 mm) sádrovce a kalcitu. Pokud je laminace nepřerušená na větší ploše, považuje se to za důkaz sedimentace v klidné vodě. Jinak se objevují různé čeřiny, šikmá a gradační zvrstvení.
Další známou texturou je hlíznatá, nebo tzv. chicken-wire textura. Je tvořena oválnými tělesy anhydritu, obklopená tenkými lemy jemnozrnného sedimentu (obvykle anhydrit, nebo uhličitan promíchaný s jílem). Ke vzniku takových textur dochází v pouštních podmínkách, kdy dochází k dehydrataci sádrovce, vzniku anhydritu a ztrátě až 38 % původního objemu horniny.

## Výskyt
Evapority vznikaly v celé historii Země, jen jejich objem se měnil v závislosti na klimatických podmínkách. Největší zastoupení mají v permských útvarech, kdy docházelo ke vzniku velkých pohoří, které ohraničovaly oblasti se suchými klimatickými podmínkami. Jako doprovodné horniny se vyskytují vápence, dolomity, případně jemnozrnné úlomky. Evapority se vyskytují asi na 1/4 zemské kůry.
V současnosti vznikají evapority v polárních oblastech (v mělkých jezerních vodách, nebo vysrážením z podzemních vod), v kontinentálních jezerech (pokud převládá vypařování nad přítokem čerstvé vody) a v pobřežních mořských zátokách a lagunách.

### Sedimentační prostředí evaporitů
Při vysrážení je pro proces důležitá existence bariéry, která brání trvalému přínosu čerstvé vody, čímž je umožněno vypařování, zahušťování a krystalizace minerálů. Zároveň je v pravidelných intervalech (např. přílivem) dodávána nová dávka vody. Takto vzniká charakteristická vrstevnatá textura, kdy se nejprve uloží klastické materiály přinesené vodou a po odpaření vykrystalizuje vrstva evaporitů. Tloušťky jednotlivých vrstev závisí na nasycení roztoku, jakož i množství přinesených úlomků. Takovým způsobem vznikají ložiska kamenné soli, draselných a hořečnatých minerálů a krystalizací z jezerních vod i ložiska boritanů. Sádrovce a anhydrity vznikají převážně v suchozemském prostředí, v případě anhydritu je důležitou podmínkou i vysoká teplota (průměr nad 22 °C). V extrémně suchých a teplých podmínkách dochází i ke vzniku dusičnanů.

## Ekonomický význam

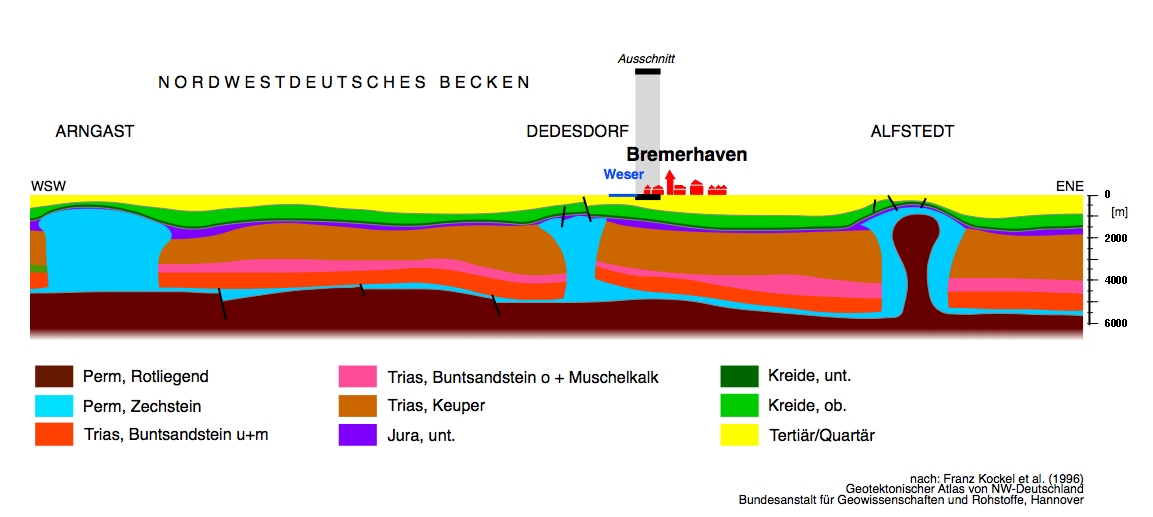
Průřez oblastí se solnými diapiry permských a triasových evaporitů v německé pánvi

Evapority mají značný význam jako surovina pro stavební, potravinářský a chemický průmysl. Solné diapiry, tvořené některými evaporitovými minerály, hlavně halitem, mohou vytvářet nepropustnou zátku, tzv. cap rock, čímž zabraňují úniku uhlovodíků. V podloží takových pastí se mohou hromadit ropa nebo zemní plyn až do formy ložiskových akumulací. Evapority mají nízkou porozitu a většinou se plasticky deformují, na rozdíl od křehce se chovajících okolních hornin, ve kterých při deformaci vznikají pukliny. Toto chování zabraňuje úniku ropy.